# Lemvig Museum

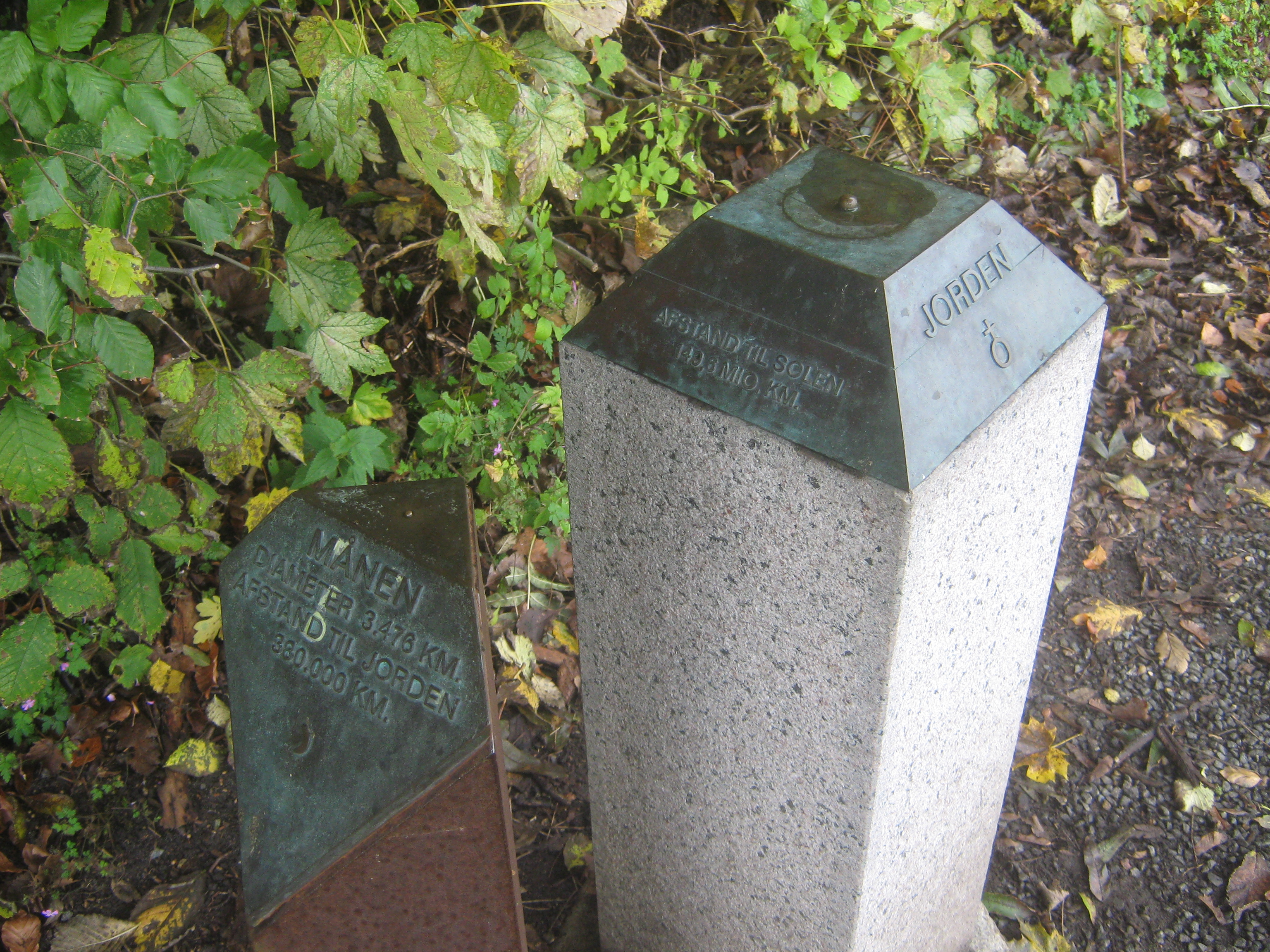
Jorden och månen vid Planetstien

Lemvig Museum är ett privat danskt lokalhistorisk museum i Lemvig i Västjylland. 
Lemvig Museum bildades 1931 som en "selvejende institution" med egen styrelse på initiativ av Museumsforeningen for Lemvig og Omegn. Det drivs med finansiellt stöd av Lemvigs kommun och Kulturministeriet. Det är ett "statsanerkendt museum", vilket innebär att det enligt Museumsloven skall forska samt insamla, bevara, registrera och visa föremål. 
Museet är inrymt i byggnadsminnet Vesterhus vid Vestergade.

## Museer och utställningar som sköts av Lemvig museum
- Skulpturstien i centrala Lemvig. Stigen går förbi 54 konstverk, vilka utförts av skulptören Torvald Westergaard (1901–1908).
- Planetstien, en modell av solsystemet i skala 1:1 miljard med ett antal skulpturer i landskapet mellan Lemvig och Nissum Bredning. Solen är placerad vid gatan Vesterbjerg.[1]
- Jens Søndergaards Museum i Ferring
- Flyvholm Redningsstation

## Vesterhus
Vesterhus byggdes 1841 som ett lagerhus, lada och tröskloge för en köpmansgård. Huset byggdes om och byggdes till 1844 för att delvis bli bostad för tobaksfabrikören Andreas Hansen samt diversehandel samt tobaksfabrik i flygelbyggnaden. År 1871 köptes inventarierna i flygeln och flyttades tobakstillverkningen. Lemvig Museum öppnade 1940 museum i byggnaderna.